# Tréflez
Tréflez [tʁeflɛz] est une commune du département du Finistère, dans la région Bretagne, en France.

## Géographie

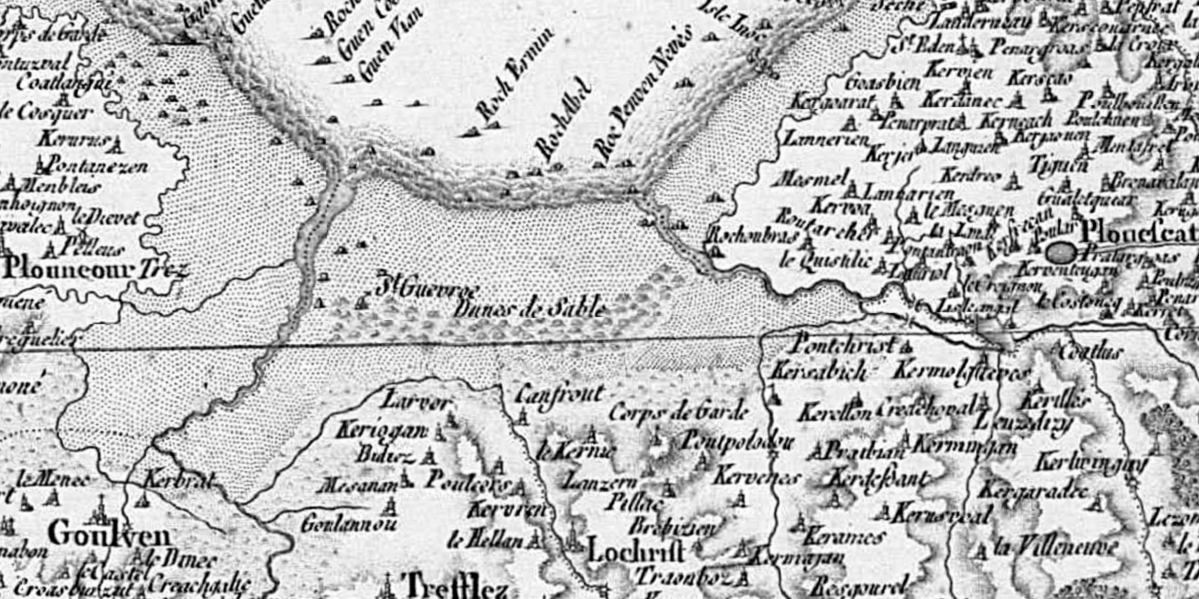
L'anse de Kernic dans la seconde moitié du XVIIIe siècle (carte de Cassini).

La commune de Tréflez est située sur le littoral de la Manche, dans le Léon, dans la partie nord du département du Finistère. Son littoral plat borde la partie sud-est de la Baie de Goulven (dite aussi Grève de Goulven, anciennement dénommée aod sant C'houevrog en breton, « grève de saint Guévroc » en français) et est partiellement recouvert par les dunes de Keremma, peu élevées (9 mètres au maximum) aménagées au XIXe siècle par Louis Rousseau. « Partout sous ces dunes, fossilisé depuis plus d'un millénaire, apparaît un vieux sol agricole portant les traces d'une exploitation humaine ancienne : alignement de blocs de pierre, restes de talus, rigoles d'une étonnante fraîcheur ».
Mais la commune est surtout une commune rurale : le bourg est d'ailleurs situé dans l'intérieur des terres, vers une trentaine de mètres d'altitude. Le relief est un plateau lentement incliné vers la mer, les altitudes les plus élevées se rencontrant dans la partie sud du finage communal, atteignant au maximum 77 mètres dans l'angle sud-est, près du hameau de Prat Coz ; la partie nord de la commune est un ancien palud  dont le nom a subsisté dans celui de certains lieux-dits comme « palud Lannevez » et « palud Ker Emma ».
La commune est délimitée par deux petits cours d'eau, à l'ouest le petit fleuve côtier la Flèche la sépare de Goulven et à l'est le Frout la sépare de Plounévez-Lochrist (sauf dans sa partie aval où ledit Frout traverse la partie nord de la commune pour rejoindre la Flèche dont c'est un affluent).
La commune présente pour l'essentiel un paysage de bocage avec un habitat dispersé en de nombreux hameaux dénommés localement villages.
La route principale, traversant la partie nord de la commune, est la D 10 qui vient de Saint-Pol-de-Léon à l'est et se dirige vers Plouguerneau à l'ouest : le bourg et les parties intérieures ne sont desservis que par des routes secondaires.
| La Manche | La Manche | La Manche          |
| Goulven   | Tréflez   | Plounévez-Lochrist |
|           | Plouider  |                    |

### Hydrographie
Pour un article plus général, voir Réseau hydrographique du Finistère.
La commune est située dans le bassin Loire-Bretagne. Elle est drainée par la Flèche, le Frout et divers autres petits cours d'eau,.
La Flèche, d'une longueur de 23 km, prend sa source dans la commune de Bodilis et se jette  dans la Manche sur la commune et de Goulven, après avoir traversé dix communes. 

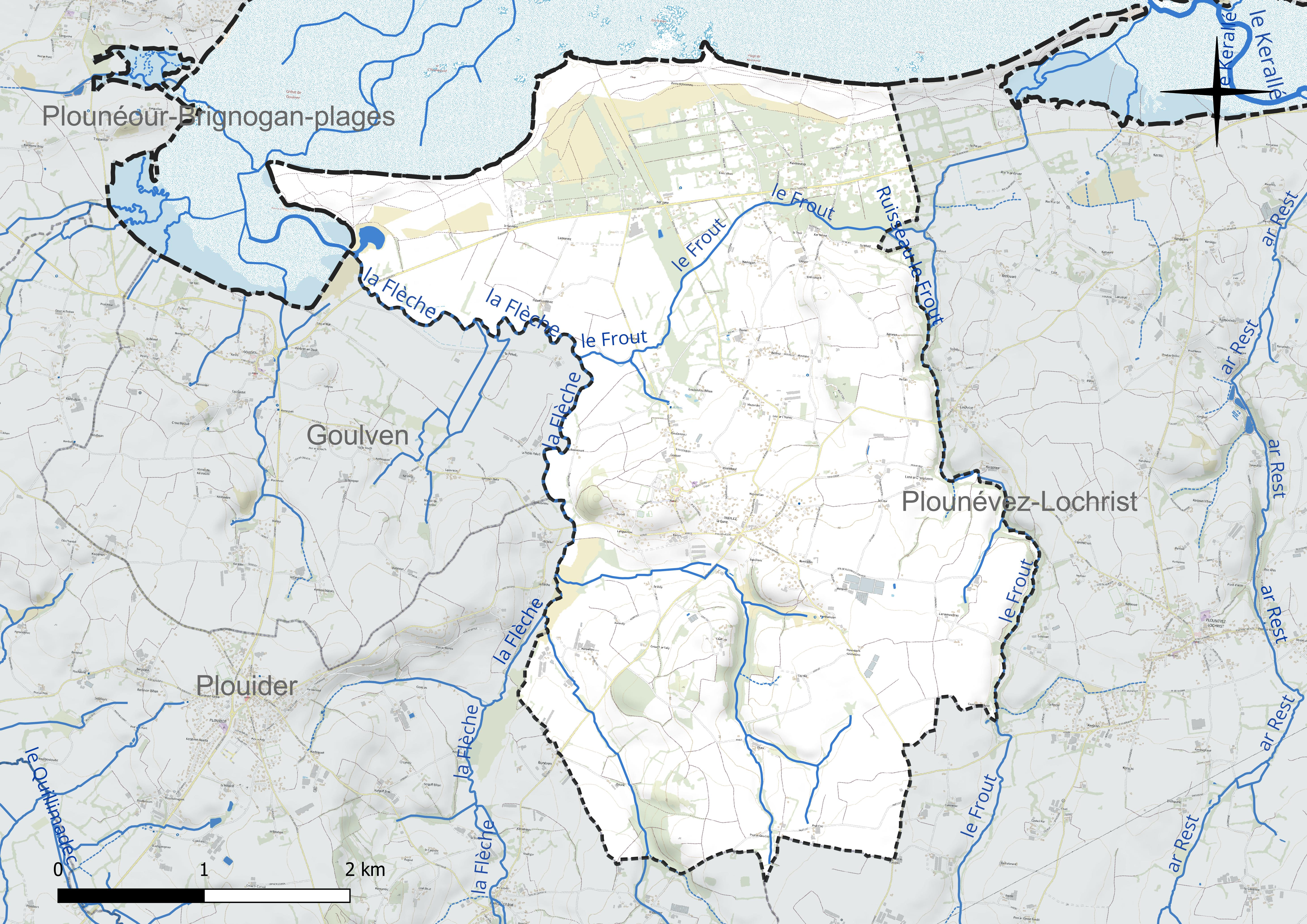
Réseau hydrographique de Tréflez.

Le Frout, d'une longueur de 10 km, prend sa source dans la commune de Lanhouarneau et se jette  dans la Flèche à Goulven, après avoir traversé quatre communes. 

### Climat
Pour des articles plus généraux, voir Climat de la Bretagne et Climat du Finistère.
En 2010, le climat de la commune est de type climat océanique franc, selon une étude du CNRS s'appuyant sur une série de données couvrant la période 1971-2000. En 2020, Météo-France publie une typologie des climats de la France métropolitaine dans laquelle la commune est exposée à un climat océanique et est dans la région climatique  Finistère nord, caractérisée par une pluviométrie élevée, des températures douces en hiver (6 °C), fraîches en été et des vents forts. Parallèlement l'observatoire de l'environnement en Bretagne publie en 2020 un zonage climatique de la région Bretagne, s'appuyant sur des données de Météo-France de 2009. La commune est, selon ce zonage, dans la zone « Littoral », exposée à un climat venté, avec des étés frais mais doux en hiver et des pluies moyennes.  
Pour la période 1971-2000, la température annuelle moyenne est de 11,6 °C, avec  une amplitude thermique annuelle de 9,6 °C. Le cumul annuel moyen de précipitations est de 972 mm, avec 16,4 jours de précipitations en janvier et 7,8 jours en juillet. Pour la période 1991-2020, la température moyenne annuelle observée sur la station météorologique la plus proche, située sur la commune de Ploudaniel à 10 km à vol d'oiseau, est de 11,6 °C et le cumul annuel moyen de précipitations est de 1 146,8 mm,. Pour l'avenir, les paramètres climatiques de la commune estimés pour 2050 selon différents scénarios d'émission de gaz à effet de serre sont consultables sur un site dédié publié par Météo-France en novembre 2022.

## Urbanisme

### Typologie
Au 1er janvier 2024, Tréflez est catégorisée commune rurale à habitat dispersé, selon la nouvelle grille communale de densité à 7 niveaux définie par l'Insee en 2022.
Elle est située hors unité urbaine et hors attraction des villes,.
La commune, bordée par la Manche, est également une commune littorale au sens de la loi du 3 janvier 1986, dite loi littoral. Des dispositions spécifiques d'urbanisme s'y appliquent dès lors afin de préserver les espaces naturels, les sites, les paysages et l'équilibre écologique du littoral, tel le principe d'inconstructibilité, en dehors des espaces urbanisés, sur la bande littorale des 100 mètres, ou plus si le plan local d'urbanisme le prévoit.

### Occupation des sols
L'occupation des sols de la commune, telle qu'elle ressort de la base de données européenne d'occupation biophysique des sols Corine Land Cover (CLC), est marquée par l'importance des territoires agricoles (82,6 % en 2018), en augmentation par rapport à 1990 (75,4 %). La répartition détaillée en 2018 est la suivante : 
terres arables (37,8 %), zones agricoles hétérogènes (36,1 %), milieux à végétation arbustive et/ou herbacée (10,3 %), prairies (8,6 %), zones urbanisées (4,4 %), forêts (1,6 %), zones humides côtières (0,7 %), espaces ouverts, sans ou avec peu de végétation (0,4 %). L'évolution de l'occupation des sols de la commune et de ses infrastructures peut être observée sur les différentes représentations cartographiques du territoire : la carte de Cassini (XVIIIe siècle), la carte d'état-major (1820-1866) et les cartes ou photos aériennes de l'IGN pour la période actuelle (1950 à aujourd'hui).

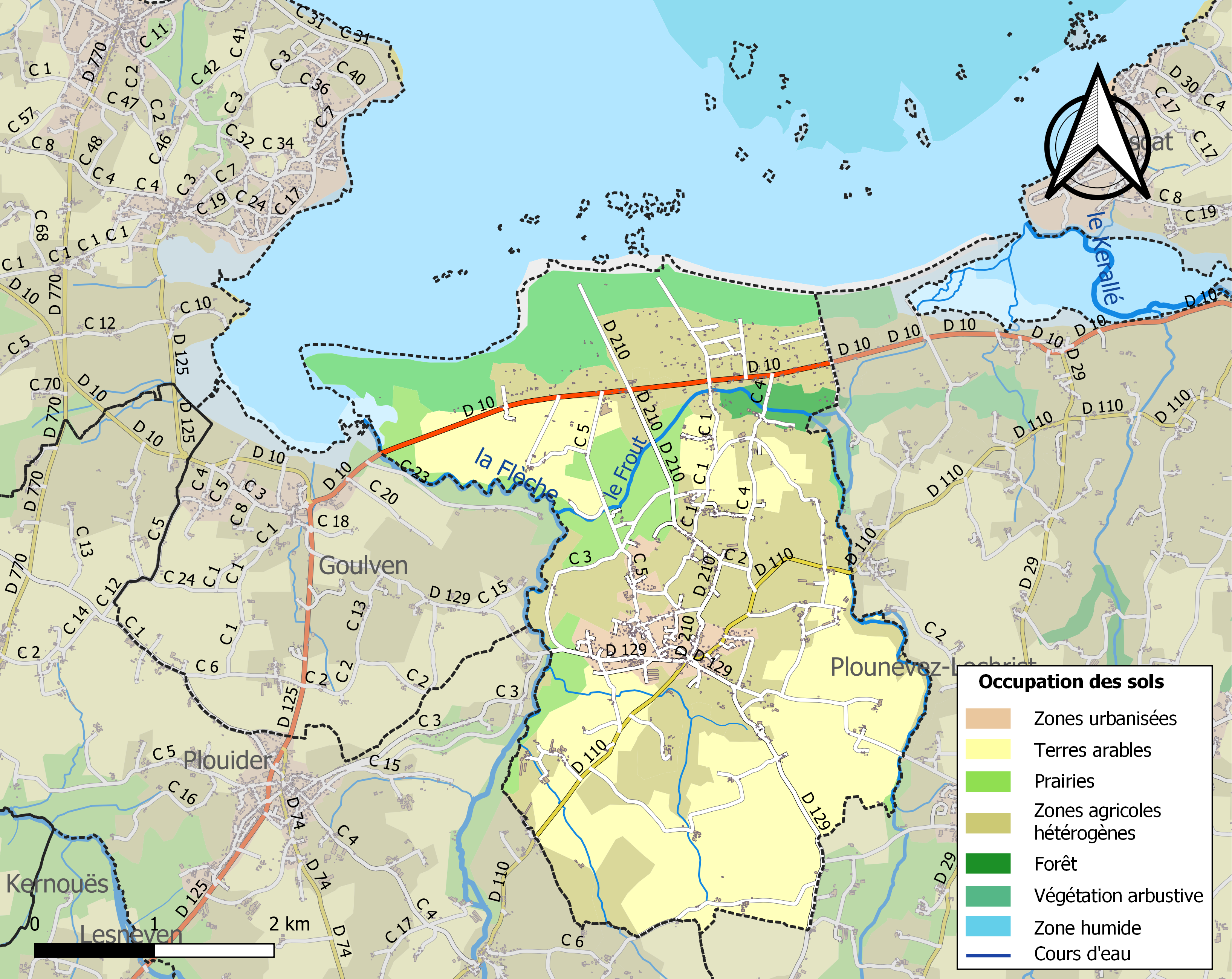
Carte des infrastructures et de l'occupation des sols de la commune en 2018 (CLC).

## Toponymie
Attesté sous les formes Tribus Lesie au XIe siècle, Guintles en 1330 avec un  Gui-, Trefflez en 1426, Tribus Curie en 1467, Trefflez en 1561, Trevelles en 1630 et Treulès en 1636.
Tréflez dérive de Tref- désignant une paroisse, une Trève ou entité administrative bretonne originelle et -lez rappelant une cour, une assemblée, ou ensemble de personnes gravitant autour d'un chef.
Trelez en breton.

## Histoire

### Moyen Âge
Tréflez est une paroisse issue du démembrement de la grande paroisse de l'Armorique primitive de Plounévez-Lochrist, elle-même issue d'un démembrement d'une grande paroisse encore plus ancienne, celle de Plouider. Son chef-lieu primitif se trouvait au village de Coz-Ilis (en français "Vieille Église").
Selon certains historiens, notamment Daniel Miorcec de Kerdanet, c'est au fond de la Baie de Goulven, sur le territoire de Tréflez, à l'emplacement du manoir de Coat Lez, que se trouvait le château d'Ausoche ou Ausoch, habité par le comte de Léon Ausoch dont la fille Prizel aurait épousé Judaël, roi de Domnonée, et serait la mère de saint Judicaël, qui fut lui aussi roi de Domnonée avant d'abdiquer et de se retirer au monastère Saint-Jean-de-Gaël.

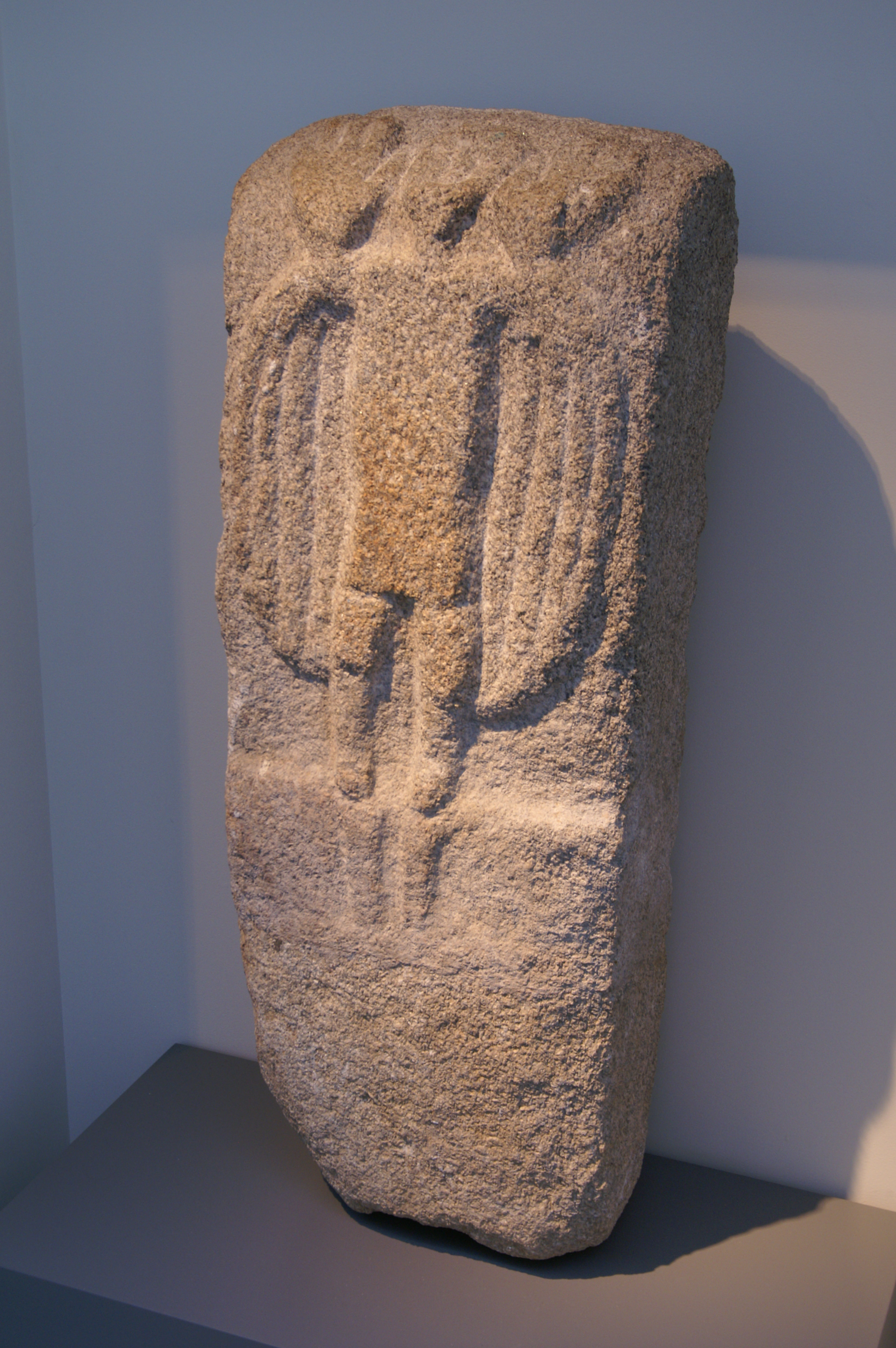
Stèle d'orant ailé[23] provenant du cimetière de la chapelle Saint-Guévroc de Tréflez conservée au Musée de Bretagne (VIIIe siècle ou IXe siècle).

Le manoir de Coat Lez appartenait à la famille de Coatlez, dont le membre le plus connu fut Rolland de Coatlez, aumônier et secrétaire de Charles de Blois. Cette famille s'est ensuite fondue, par mariages successifs des héritières, dans celles du Chastel, puis de Kerimel, de Boiséon et de Poulpiquet.
En 1618, René Barbier, marquis de Kerjean, était aussi seigneur de Lanarnuz, paroisse de Tréflez. Ses ancêtres habitaient déjà à Lanarnuz : par exemple vers 1420, Sibille Pilguen épousa Jean Barbier, seigneur de Lanarnuz. Les premiers ancêtres connus de la famille Barbier sont Jacques et Richard Barbier, cités en 1324 dans le sauf-conduit donné par le roi Édouard II au comte de Richemont ; Guillaume Barbier, seigneur de Lanarnut [Lanarnuz], cité dans la montre du 27 août 1355 comme sergent à pied dans la compagnie d'Arnaud de Lavedan à Vic ; Guillaume Barbier, arbalétrier, et Alain Barbier, écuyer (ils figurent dans les montres de 1378 et 1382).

### L'époque moderne
En 1759, une ordonnance de Louis XV ordonne à la paroisse de Trefflès [Tréflez] de fournir 17 hommes et de payer 111 livres pour « la dépense annuelle de la garde-côte de Bretagne ».

#### La coupe et leramassage du goémon: la querelle avec Plounévez-Lochrist
La collecte du goémon a suscité pendant des siècles de nombreuses querelles entre les habitants des paroisses littorales, comme l'écrit Antoine Favé :

« Du Corréjou à l'anse de Kernic, nous sommes sur les lignes d'un littoral aussi fertile en discussions héroïques, en batteries classiques, en procès interminables, qu'en gros temps et mauvais temps. Les administrateurs, les juges, les agents vigilants de la douane et de la maréchaussée, furent bien souvent mis sur les dents par les disputes, maintes fois meurtrières, de Plounéour-Trez, Goulven, Tréflez, Plounévez-Lochrist, Cléder, au sujet des délimitations de territoires et de questions de propriété touchant cette question vitale de la récolte du goémon. »

Augustin Bonnevez, recteur de Plounévez-Lochrist, dans une lettre du 2 janvier 1775 adressée à l'évêque de Léon Jean-François de La Marche en réponse à son enquête sur la mendicité, écrit (l'orthographe de l'époque a été respectée) :

« Par les ordonnances de la Marine, il est défendu aux habitants de recueillir ailleurs que dans l'estendue des côtes de leurs paroisses et de les vendre aux forains [étrangers à la paroisse] à peine de 50 livres d'amende et de confiscation des chevaux et harnois. Cet article cause beaucoup de querelle et de batterie [dispute violente] entre mes paroissiens et ceux de Tréflez, qui ont des Roches vis-à-vis de leurs paroisses sur lesquelles il croît du goesmon que mes paroissiens leur oppose d'aller couper, fondez sur ce qu'il y a une langue de terre de ma paroisse qui avance dans la mer et sépare  la côte de Tréflez de la grande mer ou sont ces roches. Il y a deux ou trois ans que ceux de Tréflez firent signifier à mes paroissiens et à ceux de Goulven une défense de couper du goesmon sur les Roches, ce qui occasionna une baterie sur la grève. (...) Les notables de l'une et l'autre paroisse se donnèrent assignation pour terminer ce différent. (...) Il est certain que sur la gresve qui est du costé de Tréflez, la mer jette du gouesmon plus qu'il n'est besoin. La raison qui les porte à vouloir aller aussy à la couppe est pour en vendre aux forains, ce que font tous les habitants de cette coste, tant de la paroisse de Plounéour-Trez que de Goulven, Tréflez, Plounévez et Plouescat, et autres, et cela parce que le bois de chauffage manque beaucoup à la coste et que ceux qui vendent du gouesmon acheptent ordinairement du bois à ceux à qui ils le vendent. Je ne vois pas à quoy aboutit la défense de vendre du gouesmon aux forains (...). »

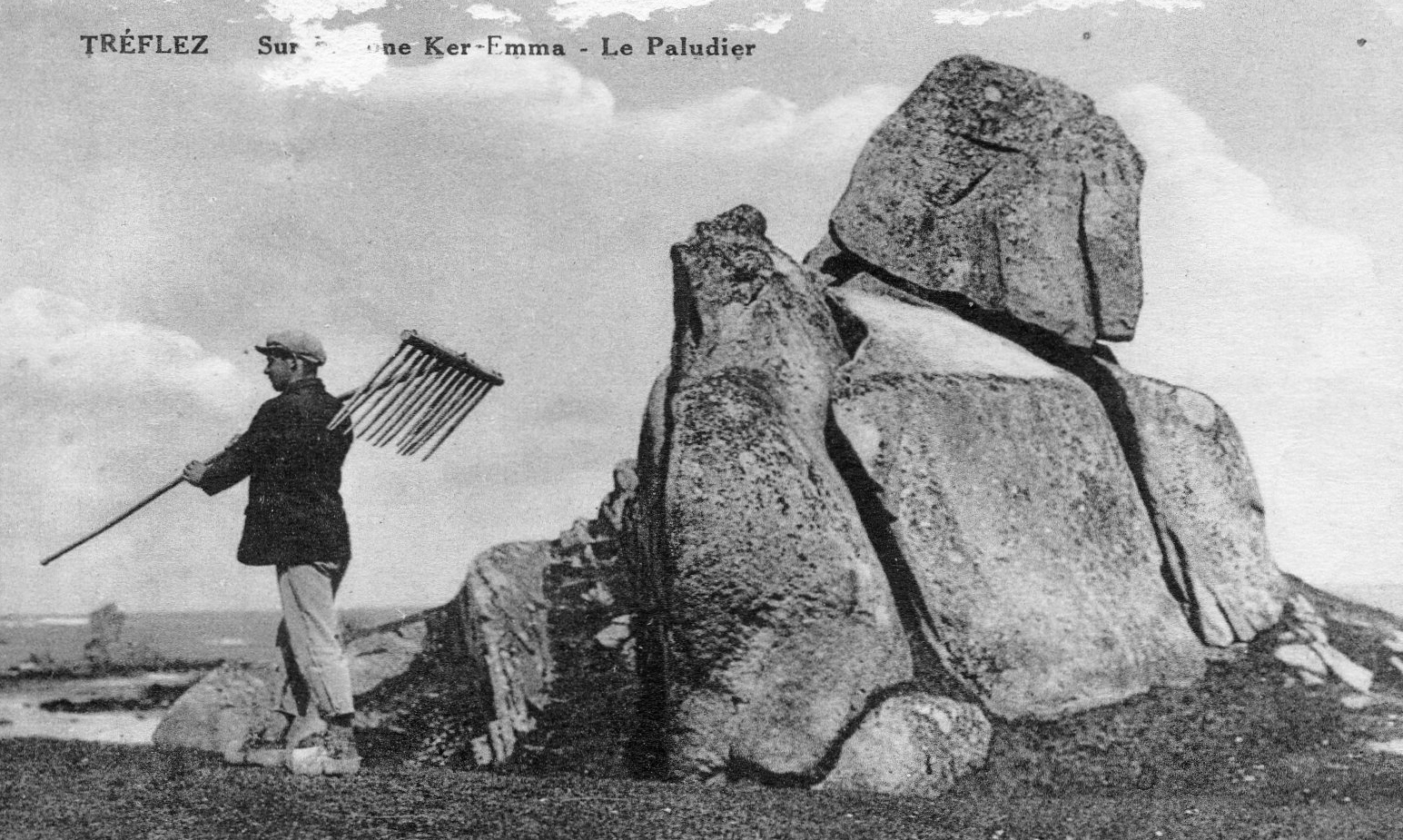
Goémonier sur les dunes de Keremma vers 1900.

Cette querelle s'est poursuivie longtemps, comme en témoigne une délibération du conseil municipal de Plounévez-Lochrist en date de messidor an XII (l'orthographe de l'époque a été respectée) :

« Le Conseil municipal de Plounévez-Lochrist assemblé relativement aux troubles portés par les habitants de Tréflez à ceux de Plounévez-Lochrist; en la pocession et droits de ces derniers de couper des goémons sur différents rochers qui avoisinent les deux communes et qu'elles prétendent l'une et l'autre leur appartenir, observe que si, conformément aux anciennes Ordonnances non abrogées, les Rochers fréquentables à gué et qui se trouvent vis-à-vis d'une commune lui appartient, la presque totalité des Rochers dont Tréflez veut évincer Plounévez lui appartient (...) puisque les Rochers prennent source à Guévroc, cy-devant chapelle dépandant de Plounévez. Mais en accorant ces Rochers à Plounévez, ce serait priver la commune de Tréflez, très petite mais agricole, d'un engrais qui lui est nécessaire. Ça toujours été le motif qui a déterminé Plounévez à laisser jouir Tréflez en indivis avec elle des Rochers qui forment encore aujourd'hui la contestation ; mais si c'est faire un tort considérable à l'agriculture de priver Tréflez des Rochers vis-à-vis Guévroc, que seroit-ce donc si la demande extravagante de Tréflez lui était accordée, puisque Plounévez, quatre fois plus considérable en étendue que ne l'est Tréflez, est aussi plus agricole proportionnellement, et cependant Tréflez a la folie de prétendre à la totalité de ces rochers. »

À la suite d'une enquête organisée par une circulaire du 8 juin 1819 du préfet du Finistère, le conseil municipal de Tréflez répond (l'orthographe de l'époque a été respectée) :

« Les pauvres ont la faculté de couper du goëmon deux jours avant les autres habitants. »

#### Tréflez en 1778
Jean-Baptiste Ogée décrit ainsi Tréflez en 1778 :

« Treffles, sur une hauteur ; à 4 lieues et demie à l'ouest de Saint-Pol-de-Léon, son évêché ; à 45 lieues de Rennes et à 1 lieue trois-quart de Lesneven, sa subdélégation. La paroisse compte 1 200 communiants. La cure est présentée par l'Évêque. Le territoire, borné au nord par la mer, à l'endroit nommé l'"Ance de Goulven", est coupé par un bras de mer, et passe pour être un des plus fertiles de la province »

### Révolution française
Pendant la Terreur, par 61 voix contre 6, une assemblée des notables de Tréflez, apeurés, demanda que tout culte soit immédiatement supprimé.
Le recteur de Tréflez, Ollivier Cloarec, insermenté, fut emprisonné, puis émigra à Jersey, d'où il revint le 2 janvier 1802 pour desservir à nouveau sa paroisse de Tréflez, avant d'être ensuite recteur de Plouguerneau. Son vicaire Jean Maudir prêta le serment de fidélité à la Constitution civile du clergé et fut nommé curé constitutionnel de Plougar.

### LeXIXesiècle

#### L'aménagement des dunes et des marais de Keremma
L'assèchement des marais de Tréflez, acquis par Augustin Tuncq (lequel, général commandant les côtes de Brest, acquit une triste réputation pendant la Révolution française par les scènes de brigandage qu'il organisa ; il pourchassa notamment les prêtres de la région qui s'opposaient à ses projets) et Soufflès-Desprez, commença avant la Révolution française.
En 1822, Louis Rousseau achète, sur la côte de Tréflez, les dunes et marais de Keremma, 300 ha de terres jadis couvertes par la mer, sablonneuses, marécageuses et imprégnées de sel. Il fait à partir de 1823 surélever la dune pour protéger l'arrière et y fait pousser des plantes pour la fixer ; il fait aussi édifier une digue de 700 mètres de long et 5 mètres de haut, qui fut plusieurs fois détruite par la tempête avant même d'être achevée, et à nouveau en février 1828, deux ans après son achèvement,.
L'aménagement et l'entretien du domaine de Keremma fut poursuivi après le décès de Louis Rousseau en 1856 par ses fils, et notamment par Armand Rousseau, devenu possesseur de la majeure partie du domaine familial.
L'abbé Jacques Picart est nommé recteur de Tréflez en 1833. Tombé, a-t-il écrit, au milieu d'« une population, ignorante presque jusqu'à la barbarie », qui a perdu le sens du bien et du mal (les mariages précipités y étaient par exemple fréquents, « Tous les dimanches de l'année, ce sont des jeux bruyants et tumultueux, des danses, des courses des deux sexes mêlés »), il y mit bon ordre : « Tout Tréflez (...) s'engage dans les voies de la vertu austère, de la dévotion » et le recteur est fortement aidé par le maire Louis Rousseau, cet ancien saint-simonien et aménageur des dunes de Keremma, que Jacques Picart parvint à convertir dès 1834, obtenant la rétraction publique de ses idées saint-simoniennes, et qui multiplia à partir de cet instant ses preuves de dévotion. L'abbé Jacques Picart fut nommé en 1838 recteur de Plounéour-Ménez.

#### Tréflez vers le milieu duXIXesiècle
En 1833, le recteur de Tréflez dénonce « l'état déplorable de la foi à Tréflez et les habitudes criminelles de toutes espèces ». Selon lui, la population a « un bon fond de docilité », mais elle est « archi ignorante » du christianisme et à l'église on a l'habitude de « causer comme (...) dans une cohue ». Quant aux mœurs, elles vont « presque jusqu'à la barbarie » : viols, crimes, suicides et beaucoup de « mariages pressés », (...) « il n'y a point une paroisse aussi peu réglée dans les environs ».
A. Marteville et P. Varin, continuateurs d'Ogée, décrivent ainsi Tréflez en 1845 :

« Tréflez, commune formée par l'ancienne paroisse de ce nom, aujourd'hui succursale. (...). Principaux villages : Lanarhouézou, Keroulgan, Lanarnus, le Bally, Coatlès, Kervelloc. Maison importante : manoir de Lannévez. (...). Moulins à eau de Lanarnus, de Lescoat, de Parc-Coz, de Coatlez. Le bourg de Tréflez est construit sur une élévation qui domine l'Anse de Goulven. Entre les deux s'étend un fertile marais conquis sur la mer il y a environ soixante-dix ans, et qui couvre de 150 à 200 ha. M. Rousseau a été, selon Cambry, le premier qui ait tenté ces envahissements sur le domaine de l'océan. Géologie : gneiss. On parle le breton. »

— A. Marteville et P. Varin, Dictionnaire historique et géographique de la province de Bretagne

#### Les tensions avec le maire de l'époque et la création de l'école privée de Tréflez
En 1850, le maire de Tréflez, Corre, un républicain, donna un grand coup de pied au recteur. L'évêque jeta l'interdit sur l'église paroissiale et les fidèles durent se rendre dans les paroisses voisines pour assister aux offices religieux.
En 1850, deux religieuses de la Congrégation de l'Immaculée Conception de Saint-Méen, sœur Sainte-Marie et sœur Marie-Josèphe, créent, à l'initiative de Louis Rousseau, un orphelinat et une école (fréquentée en 1851 par 16 petites filles ne parlant que le breton), mais celle-ci est éloignée de 3 km du bourg de Tréflez et le recteur de Tréflez, Barbier, ainsi que les religieuses, souhaitaient vivement que l'école soit transférée au bourg dans une maison dont la construction est financée par Louis Rousseau, ce qui fut fait en janvier 1852, l'établissement prenant le nom d'« Asile de Nazareth ». Marie-Anne Olivier, originaire de Tréflez, en religion sœur Édiltrude, dirigea l'école pendant plus de trente ans,.

#### La seconde moitié duXIXesiècle
En 1892 à Tréflez des hommes furent privés d'absolution, ayant commis un péché mortel selon le recteur, car ils avaient voté pour les républicains.
En 1896, un document indique que les sœurs de l'Immaculée Conception de Saint-Méen assistaient et soignaient gratuitement les malades de Tréflez à domicile.
Hervé Burel écrit vers la fin du XIXe siècle : « Autrefois c'était un petit domestique ou une personne âgée qui s'occupait de garder les moutons. (...) Si un mouton s'échappant du troupeau, malheur à eux (...) car il y avait beaucoup de loups dans le pays ». Il évoque aussi un poseur de chaume, nommé Yvon Beyou, « qui avait du travail autant qu'il en voulait, car à cette époque les maisons couvertes d'ardoises étaient rares ».

### LeXXesiècle

#### La Belle Époque
Les paroissiens de Tréflez participèrent nombreux au pèlerinage des écoles libres du 21 septembre 1902 au Folgoët, qui servit aussi de lieu de protestation contre la fermeture des écoles privées congréganistes. Le journal La Lanterne de Boquillon écrit : « En tête des habitants de Tréflez, derrière le cortège, vient M. Pichon, sénateur, maire de la commune ». Le sénateur Pichon prit aussi la tête d'un mouvement de protestation des maires du Finistère contre la surveillance du clergé à propos de l'emploi par celui-ci de la langue bretonne imposée par une circulaire ministérielle, mais bien que vigoureusement hostile à la politique anticléricale d'Émile Combes, il joua un rôle modérateur lors des violents incidents qui en 1902 marquèrent le renvoi des religieuses de leurs écoles, notamment à Ploudaniel, Saint-Méen et Le Folgoët où enseignants, parents et villageois s'étaient barricadés dans les écoles.
Le 9 janvier 1903, Segalen, vicaire à Tréflez, fait partie des 31 prêtres du diocèse de Quimper dont les traitements sont retenus par décision du gouvernement Combes « tant qu'ils ne feront pas emploi de la langue française dans leurs instructions et l'enseignement du catéchisme » car ils utilisaient le breton.
Répondant en 1904 à une enquête de l'inspection académique, un instituteur de Tréflez écrit que « les neuf-dixièmes des habitants parlent ou comprennent assez bien le français », même s'ils s'expriment couramment en breton.

#### La Première Guerre mondiale
Le monument aux morts de Tréflez porte les noms de 63 soldats et marins morts pour la France pendant la Première Guerre mondiale : parmi eux 5 (Joseph Caradec, Jean Carré, Auguste Chadaillat, Jean Quélennec, Goulven Roudaut) sont morts en Belgique ; 1 (Yves Allain-Launay, décoré de la Légion d'honneur et de la Croix de guerre) est mort en Serbie dans le cadre de l'expédition de Salonique ; deux (Antoine Bescond, Yves Roué) sont des marins disparus en mer ; les autres sont décédés sur le sol français dont René Avelot (décoré de la Légion d'honneur et de la Croix de guerre), Joseph Ily (décoré de la Médaille militaire et de la Croix de guerre), Jean Le Borgne (décoré de la Croix de guerre).

#### L'Entre-deux-guerres
François Pouliquen, recteur de Tréflez entre 1925 et 1954, sous le pseudonyme de « Fanch Couer », assura la partie agricole et bretonnante du journal Courrier du Finistère, dirigé par René Cardaliaguet ; il jouissait d'une fameuse réputation vers le milieu du XXe siècle : « véritable « roi » de la paroisse (« maître de tout »), et donc du village, monarque flamboyant, autoritaire, malin, hâbleur, vaniteux  même, mais réellement bon quoique pas toujours équitable ».

#### La Seconde Guerre mondiale
La tombe de Samuel Millen, un aviateur britannique tué aux abords de la baie de Goulven le 16 décembre 1940 se trouve dans le cimetière de Tréflez.
Le 8 août 1944, la Wehrmacht tua par balles 8 personnes sans motif apparent.

#### L'après Seconde Guerre mondiale
L'abbé Joseph Cosquer fut recteur de la paroisse de Tréflez entre février 1959 et août 1973 ; l'abbé Pierre Bellec le fut ente 1991 et 1999.

## Démographie

### Évolution démographique
| 1800  | 1806  | 1821  | 1831  | 1836  | 1841  | 1846  | 1851  | 1856  |
| ----- | ----- | ----- | ----- | ----- | ----- | ----- | ----- | ----- |
| 1 002 | 1 182 | 1 228 | 1 281 | 1 371 | 1 499 | 1 542 | 1 497 | 1 433 |

| 1861  | 1866  | 1872  | 1876  | 1881  | 1886  | 1891  | 1896  | 1901  |
| ----- | ----- | ----- | ----- | ----- | ----- | ----- | ----- | ----- |
| 1 372 | 1 403 | 1 394 | 1 447 | 1 370 | 1 346 | 1 310 | 1 267 | 1 284 |

| 1906  | 1911  | 1921  | 1926  | 1931  | 1936  | 1946  | 1954  | 1962  |
| ----- | ----- | ----- | ----- | ----- | ----- | ----- | ----- | ----- |
| 1 313 | 1 362 | 1 256 | 1 229 | 1 235 | 1 245 | 1 236 | 1 076 | 1 057 |

| 1968 | 1975 | 1982 | 1990 | 1999 | 2006 | 2007 | 2012 | 2017 |
| ---- | ---- | ---- | ---- | ---- | ---- | ---- | ---- | ---- |
| 966  | 872  | 826  | 763  | 760  | 862  | 876  | 911  | 958  |

| 2022 | - | - | - | - | - | - | - | - |
| ---- | - | - | - | - | - | - | - | - |
| 984  | - | - | - | - | - | - | - | - |

Chiffres récents (publiés par la communauté de communes de Morlaix) :
- 2002 : 8 naissances et 9 décès ;
- 2003 : 7 naissances et 12 décès ;
- 2004 : 7 naissances et 16 décès ;
- 2005 : 12 naissances et 13 décès ;
- 2006 : 10 naissances et 9 décès ;
- 2007 : 17 naissances et 9 décès ;
- 2008 : 12 naissances et 14 décès ;
- Célibataires : 30,6 % de la population ;
- Couples mariés : 55,5 % de la population ;
- Divorcé(e)s : 3,9 % de la population ;
- Veufs / veuves : 10 %.

### Évolution du rang démographique
| selon la population municipale des années : | 1968 | 1975 | 1982 | 1990 | 1999 | 2006 | 2009 | 2013 |
| Rang de la commune dans le département      | 187  | 172  | 191  | 199  | 190  | 198  | 195  | 196  |
| Nombre de communes du département           | 286  | 283  | 283  | 283  | 283  | 283  | 283  | 283  |

En 2017, Tréflez était la 188e commune du département en population avec ses 958 habitants (territoire en vigueur au 1er janvier 2020), derrière Saint-Jean-Trolimon (187e avec 962 habitants) et devant Mahalon (189e avec 957 habitants).

## Superficie
15,76 km2.

## Données économiques
- Le taux de chômage en 2007 était de 7,4 % et, en 1999, il était de 9 %.
- Les retraités et les préretraités représentaient 24,2 % de la population en 2007 et 29 % en 1999.
- Le taux d'activité était de 75,3 % en 2007 et de 65,2 % en 1999.

## Patrimoine
- L'église paroissiale Sainte-Ediltrude, dédiée à sainte Ediltrude[75] ; reconstruite en 1726, son clocher à galerie de style Beaumanoir date de 1776.
- La fontaine Saint-Ediltrude, appelée aussi localement fontaine Santez Ventroc[76] : elle est située au lieu-dit Coz-Illis ; datant du XVIIIe siècle, elle est invoquée pour les maux de ventre, les rhumatismes et on faisait boire son eau aux enfants tardant à marcher.
- La chapelle Sainte-Anne, située dans le cimetière.
- La chapelle Saint-Guévroc (saint Guvroc), abandonnée à la fin du Moyen Âge, dégagée du sable des dunes de Keremma en 1871-1872[1], fut restaurée entre 1895 et 1897.
- La stèle christianisée de saint Guvroc.
- Le manoir de Coat Lez, à l'abandon.

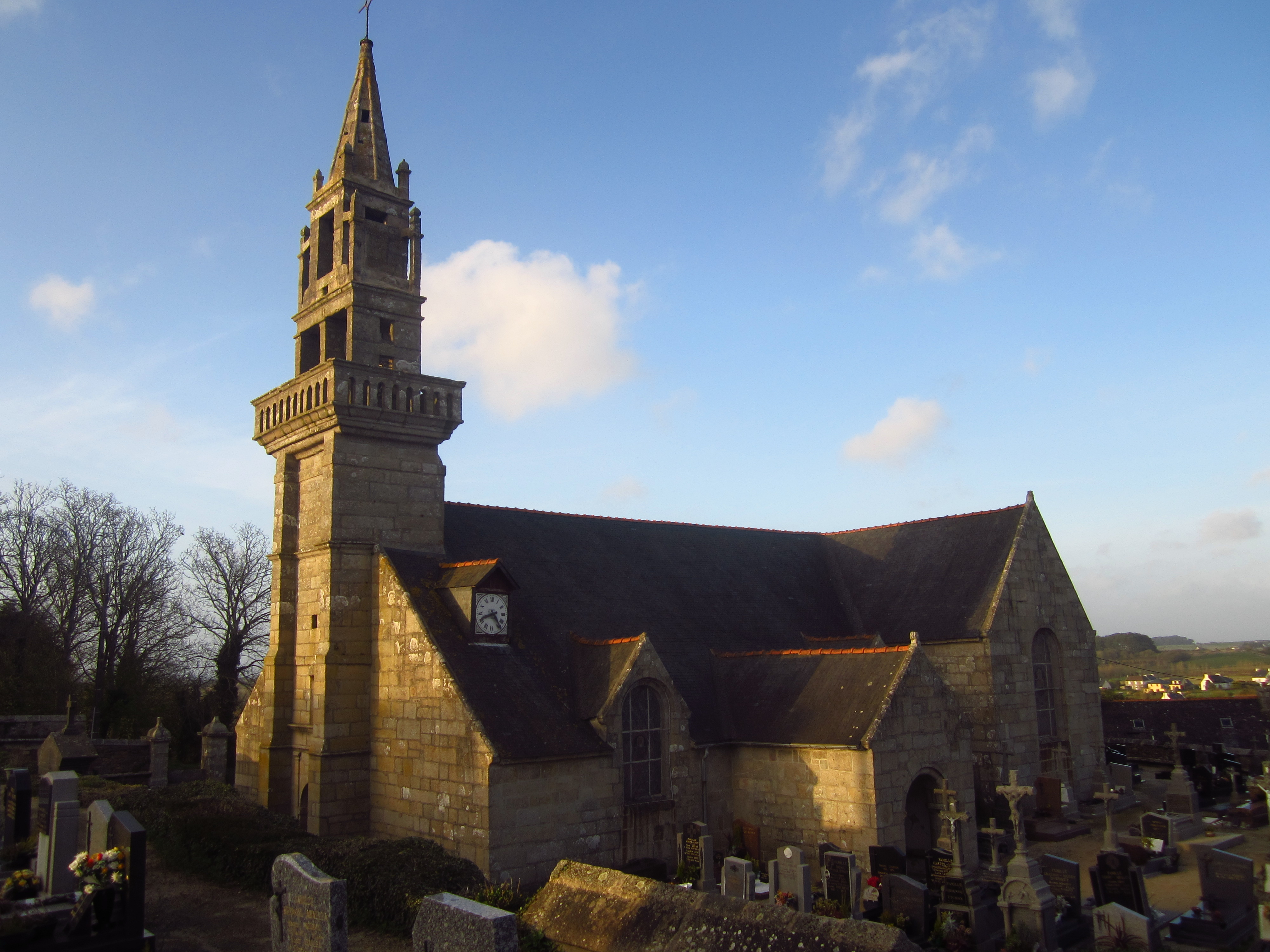
L'église paroissiale Sainte-Ediltrude.
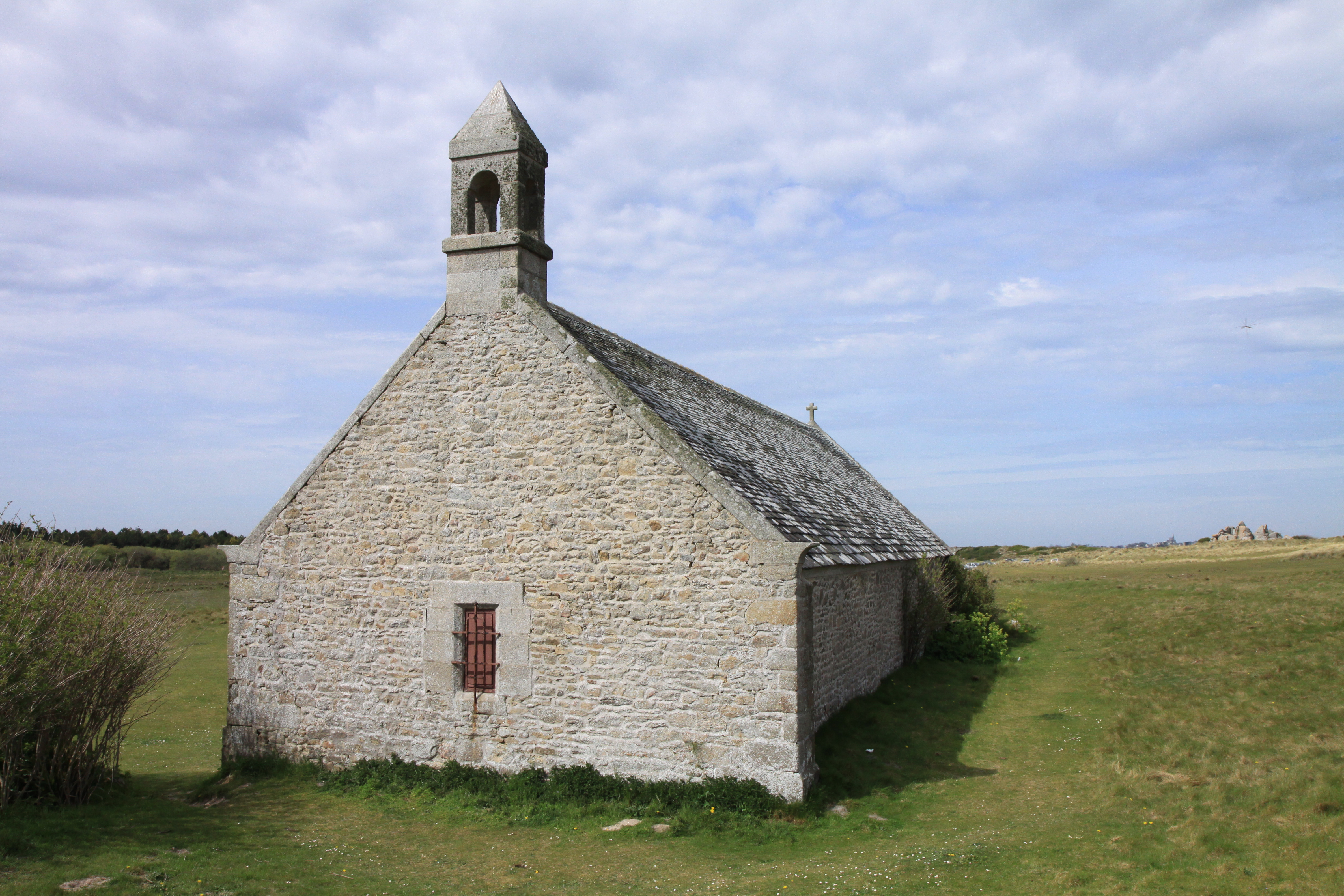
La chapelle Saint-Guévroc.
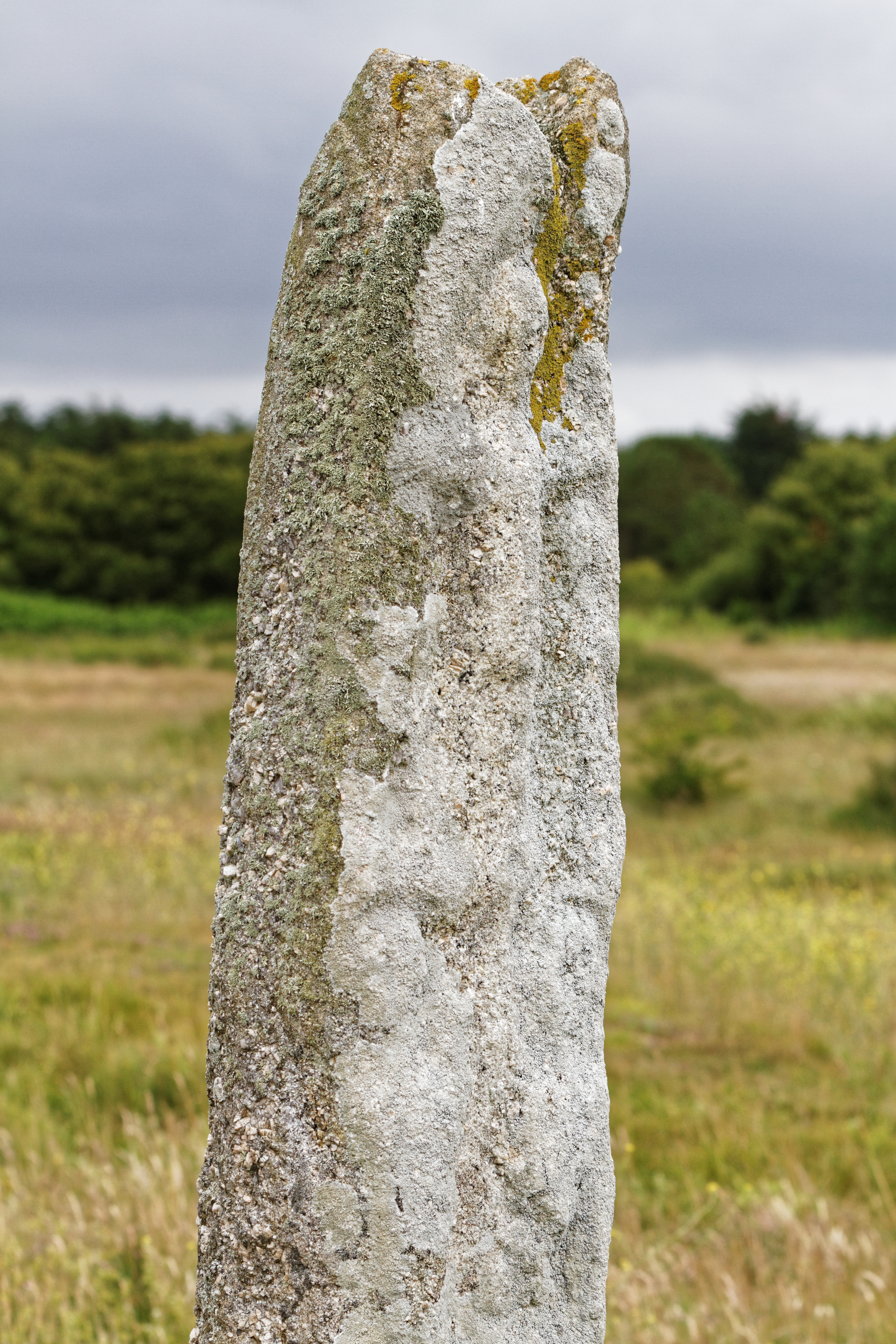
La stèle christianisée de saint Guvroc.

## Événements

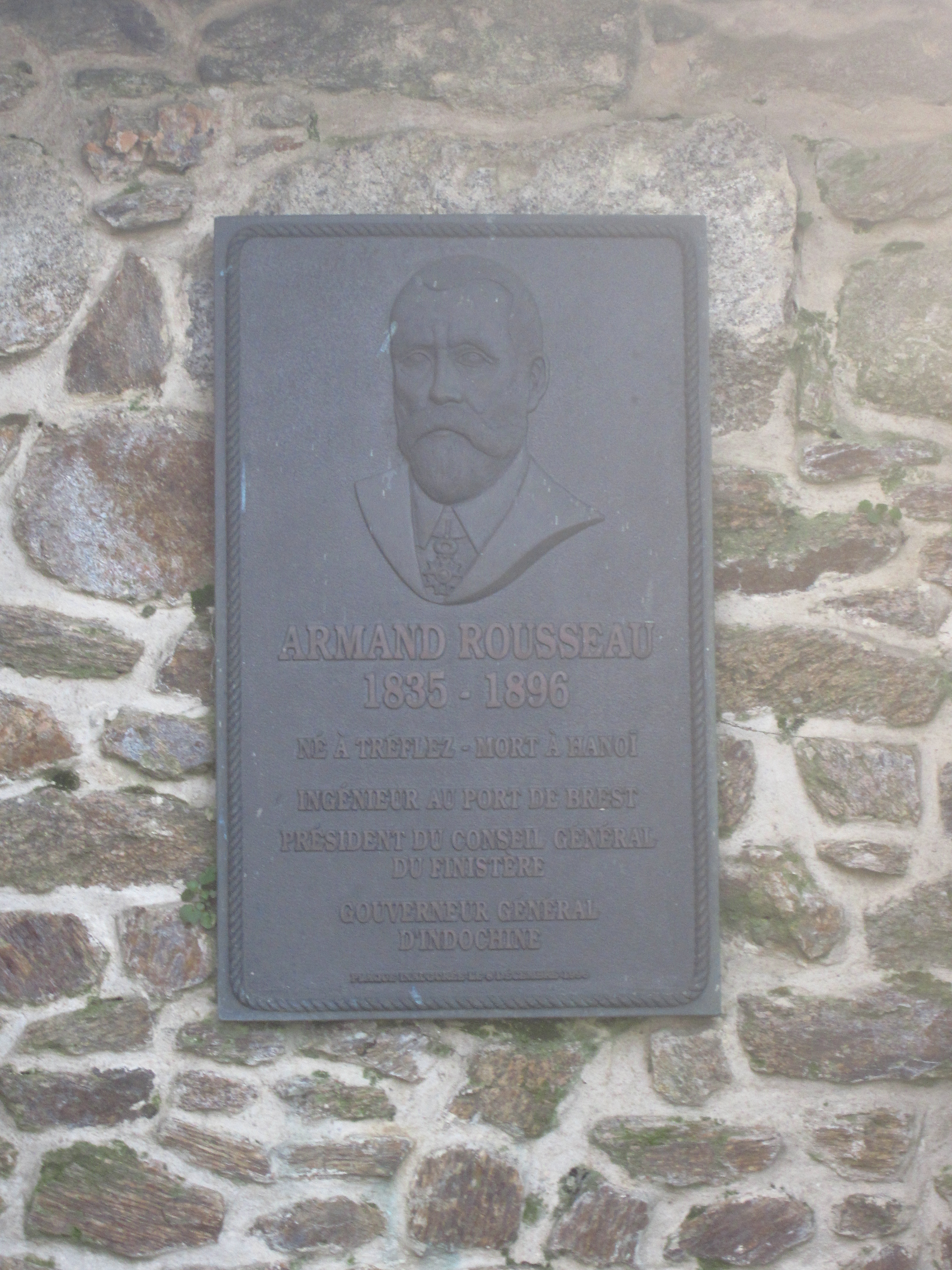
Plaque commémorative d'Armand Rousseau dans le cimetière de la commune.

- Pardon de Tréflez, chaque année le 23 juin.
- Nuit des étoiles[77].
- Concours de pêche, chaque année une édition en juillet et une édition en août (parking d'Enez Vian - ancien poste de secours).

## Vie associative
- Association des plaisanciers.
- Amicale des maquettistes de la Côte des Légendes.
- Comité de jumelage.

## Personnalités liées à la commune
- Armand Rousseau (24 août 1835-10 décembre 1896), polytechnicien, ingénieur, homme politique, gouverneur de l'Indochine française, né à Tréflez.
- Pierre Pronost (1861-1909), poète.
- Pierre Demargne (1903-2000), archéologue, membre de l'Institut, est inhumé à Tréflez.
- Jean Charbonnel (1927-2014), homme politique français.
- Pierre Lelong, né le 22 mai 1931, homme politique français.
- Bruno Madinier, né le 10 mai 1960, acteur.
- Pierre Pincemaille (1956-2018), musicien français, est inhumé dans le nouveau cimetière.